# Strojkeramika
Strojkeramika (in russo Стройкерамика?) è un insediamento di tipo urbano del distretto Volžskij, nell'oblast' di Samara, in Russia.
Si trova 17 km a nord-est di Samara.